# Острокрылый слоник
Острокрылый слоник (лат. Euidosomus acuminatus) — жук из семейства Долгоносики. Представитель эндемичного рода.

## Описание
Длина тела 3 - 7 мм. Тело стройное, удлиненно-овальной формы. Тело чёрного цвета, густо покрыто светло-зелеными, голубоватыми или золотистыми чешуйками. Надкрылья дополнительно покрыты тонкими торчащими волосками.
Длина головотрубки меньше её ширины, усиковые бороздки угловато изогнуты у основания и направлены под глаза, сверху малозаметны. Переднеспинка слабо поперечная, по бокам умеренно округлена, густо покрыта мелкими точками. Надкрылья слегка сдавлены с боков, обычно крышевидно приподняты по шву.
Вершины надкрылий у самцов плотно сомкнуты и широко округлены, очень редко — с маленькими тупоконическими бугорками, у самок на юге и на востоке ареала обычно вытянуты в более или менее длинные отростки. На северо-западе ареала, в лесостепье европейской части России и на юге Украины (в Аскании-Нова) встречаются самки без отростков на вершине надкрылий.
Бедра тонкие, с маленьким, в виде зернышка, острым зубчиком. Голени длинные и тонкие, у самок прямые, у самцов передние на вершине сильно загнуты внутрь, задние в вершинной трети умеренно расширены и на внутреннем крае глубоко вдавлены и усажены широкими светлыми торчащими щетинками. Коготки сросшиеся. Усики длинные и тонкие. Самцы резко отличаются от самок строением задних голеней, а также сильно изогнутыми передними голенями и более узкими надкрыльями без отростков на вершине.

## Биология
Известны 2 формы вида — партеногенетическая и обоеполая. Вид обитает в различных типах степей; на юге ареала также в пойменных лугах. Обоеполая форма встречается на растениях рода полынь, в Приазовье на Artemisia santonica, на Таманском полуострове на Artemisia taurica. Жуки встречаются с начала мая до конца второй декады июня. Соотношение полов в обоеполых популяциях в течение всего периода жизни имаго примерно равно 1:1.

## Ареал
Партеногенетическая форма — Молдавия, степи и юг лесостепья Украины и европейской части России на севере ареала до Рязани, средней части Ульяновской и Челябинской областей, юг Западной Сибири и Казахстан.
Обоеполая форма — Приазовье в Ростовской области и Краснодарский край, Таманский полуостров, из предгорных районов Ставропольского края к северу от Пятигорска и из окрестностей Элисты.
Для данного вида участки степей с выходами мелов и гранита являются, возможно, рефугиумом.  На таких участках степи обнаружена обоеполая популяция Euidosomus acuminatus, который почти на всей территории своего большого ареала представлен партеногенетической формой. До этого обоеполые популяции E. acuminatus были обнаружены в Краснодарском и Ставропольском краях, Калмыкии и Крыму (Коротяев, 1988).

## Лимитирующие факторы
Небольшая площадь естественных местообитаний, пригодных для заселения видом.

## Замечания по охране
Занесен в Красную Книгу России (2 категория — Сокращающийся в численности вид).